# Maciej Kawulski
Maciej Marcin Kawulski (ur. 26 kwietnia 1980) – polski przedsiębiorca i reżyser filmowy, także współzałożyciel polskiej federacji Konfrontacji Sztuk Walki (KSW) (wraz z Martinem Lewandowskim), organizacji promującej walki MMA.

## Kariera sportowa

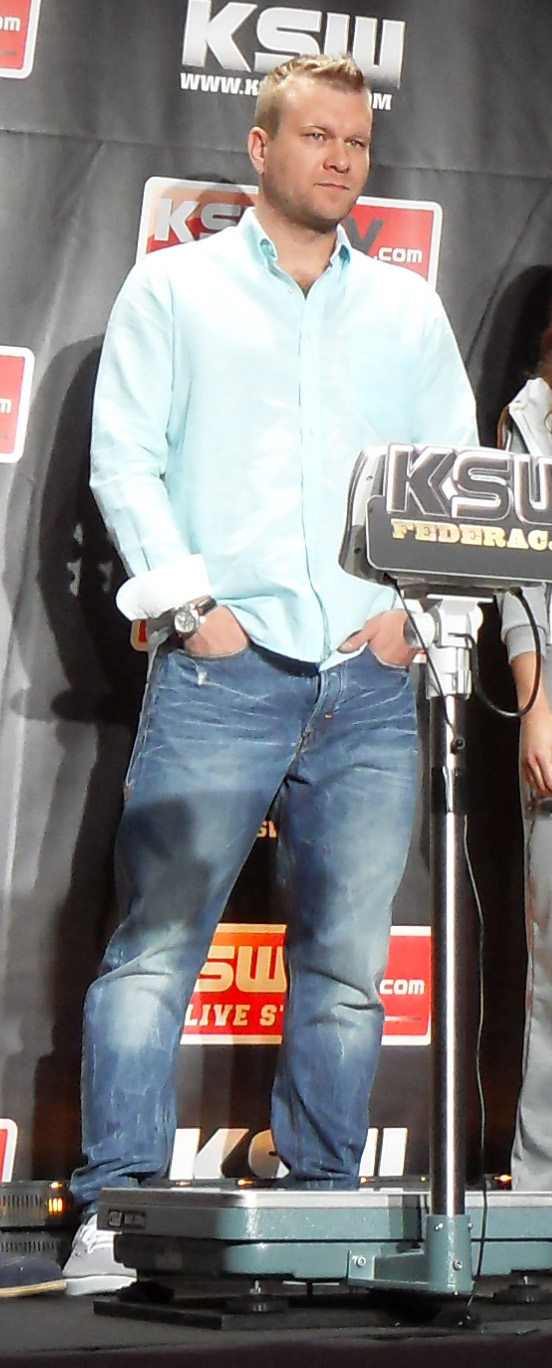
Maciej Kawulski podczas ważenia przed galą KSW 27.

W wieku 19 lat otworzył agencję zajmującą się organizacją wydarzeń i produkcją programów telewizyjnych. W przeszłości prowadził klub fitness.
W młodości trenował wrestling i karate. Stoczył jedną amatorską walkę w MMA z Łukaszem Lesiem, poddał rywala duszeniem trójkątnym nogami w pierwszej rundzie. W 2002 wygrał pierwsze mistrzostwa Polski w brazylijskim jiu-jitsu.
W 2004 poznał Martina Lewandowskiego, z którym założył organizację Konfrontacja Sztuk Walki (KSW). Od tamtej pory współtworzą organizację mieszanych sztuk walki (MMA). Pierwsze cztery gale zostały zorganizowane w restauracji „Champions”, w której wówczas pracował Lewandowski. Praca w hotelu Marriott przełożyła się na dostęp do zaplecza technicznego, pierwszego budżetu promocyjnego oraz bazy noclegowej dla zawodników. Od tamtej pory na stałe zajmuje się organizacją gal mieszanych sztuk walki. 27 maja 2017 na Stadionie Narodowym odbyła się gala KSW 39, która zgromadziła ponad 56 tys. widzów, co do dziś jest rekordem pod względem frekwencji na tego typu wydarzeniach związanych z mieszanymi sztukami walki.
W 2019 przyznał, że jest zainteresowany walkami na gołe pięści i wyraża chęć stworzenia tego typu wydarzenia. 10 września 2020 na kanał youtube (KSW) został wstawiony pierwszy film informujący o nowej organizacji Kawulskiego „Genesis”. Federacja miała na celu organizowanie gal w formule boksu na gołe pięści. Pierwsza gala tego wydarzenia odbyła się w terminie 23 października w Łodzi. Podczas tej imprezy odbyło się 7 pojedynków, w których wystąpili tacy zawodnicy jak: Damian Szmigielski, Denis Makowski, Rafał Kijańczuk, Marcin Wasilewski, Aleksandra Rola, Monika Porażyńska, Gracjan Szadziński, Jan Široký, Vaso Bakočević, Dariusz Rutkiewicz, Bartosz Batra, Michał Królik oraz w walce wieczoru Marcin Różalski i Josh Barnett.

## Kariera filmowa
W lutym 2018 Kawulski ogłosił, że będą rozpoczęte prace nad powstaniem filmu Klatka, opowiadającym o historii MMA. Po pewnym czasie zrezygnowano z prac nad tym tytułem. W sierpniu 2018 zapowiedział nowy tytuł – Underdog, w którym w rolach głównych wystąpili; Mamed Chalidow oraz Eryk Lubos. Premiera filmu odbyła się 11 stycznia 2019. W pierwszy weekend po premierze film obejrzało ponad 285 tys. widzów w Polsce.
4 lipca 2019 ogłosił pracę nad filmem Jak zostałem gangsterem. Historia prawdziwa, którego premiera odbyła się w styczniu 2020. 
16 października 2019 w rozmowie z „Pulsem Biznesu” potwierdził pracę nad ekranizacją powieści Blanki Lipińskiej 365 dni. Film pod tym samym tytułem miał premierę 7 lutego 2020.
W marcu 2021 potwierdził, że będzie kręcił kolejny film, sequel hitu poprzednika – Jak pokochałam gangstera. 5 stycznia 2022 odbyła się premiera filmu dla serwisu Netflix. Za film Jak pokochałam gangstera Kawulski i Netflix zostali pozwani o ochronę dóbr osobistych przez wdowę po Nikodemie Skotarczaku.
7 grudnia 2022 został opublikowany trailer kolejnego filmu jego autorstwa, Akademia pana Kleksa.

### Filmografia[21]
| Rok  | Tytuł                                       | Reżyser | Scenarzysta | Producent | Obsada aktorska (rola) |
| ---- | ------------------------------------------- | ------- | ----------- | --------- | ---------------------- |
| 2019 | Underdog                                    | T       |             |           | Właściciel KSW         |
| 2020 | Jak zostałem gangsterem. Historia prawdziwa | T       |             | T         | Klient                 |
| 2020 | 365 dni                                     |         |             | T         |                        |
| 2022 | Jak pokochałam gangstera                    | T       | T           | T         | Ksiądz                 |
| 2023 | Akademia pana Kleksa                        | T       |             |           |                        |
| 2024 | Kleks i wynalazek Filipa Golarza            | T       |             |           |                        |

## Życie prywatne
Był związany z Edytą Herbuś. Aktualnie jest żonaty oraz ma syna.

## Nagrody
- Martin Lewandowski i Maciej Kawulski zajęli 42. miejsce na liście „Najbardziej wpływowych ludzi sportu 2017” (Forbes/Pentagon Research)[23]
- Martin Lewandowski i Maciej Kawulski zajęli 28. miejsce na liście „Najbardziej wpływowych ludzi sportu 2018” (Forbes/Pentagon Research)[24]
- Martin Lewandowski i Maciej Kawulski zajęli 28. miejsce na liście „Najbardziej wpływowych ludzi sportu 2019” (Forbes/Pentagon Research)[25]
- Martin Lewandowski i Maciej Kawulski zajęli 16. miejsce na liście „Najbardziej wpływowych ludzi sportu 2020” (Forbes/Pentagon Research)[26]
- Nagroda Publiczności 38. Koszalińskiego Festiwalu Debiutów Filmowych „Młodzi i Film” za film Underdog (2019)[27]
- Nominacja – Konkurs Pełnometrażowych Debiutów Fabularnych – Udział w konkursie głównym za film Underdog (2019)[28]
- Bursztynowe Lwy – nagroda za największy sukces frekwencyjny w polskich kinach za film 365 dni (2020) (z Ewą Lewandowską i Tomaszem Mandesem)[29]
- Nominacja – Złota Malina – za 365 dni w kategorii „najgorszy film” (2021) (wraz z Ewą Lewandowską i Tomaszem Mandesem)[30]
- Nominacje - Węże 2023 (polska antynagroda filmowa za najgorsze filmy) - za „Jak pokochałam gangstera” (reż. Maciej Kawulski, prod. Tomasz Wardyn, Maciej Kawulski) – za pozbawiony akcji i napięcia gangsterski dramat, którego bohater próbuje zagadać nas na śmierć[31].